# Ama Girls
Ama Girls é um filme-documentário em curta-metragem estadunidense de 1958 dirigido e escrito por Dwight Hauser. Venceu o Oscar de melhor documentário de curta-metragem na edição de 1959.